# Архилютня
Архилютня — струнний музичний інструмент, різновид лютні часів Ренесансу та родоначальник теорби. Був розроблений в 1600-ті роки, як суміш цих двох інструментів. Від звичайної лютні інструмент відрізнявся довшою «шиєю», більшою довжиною та кількістю струн — до 33[джерело?], меншою інтенсивністю звучання в діапазонах тенор і бас.

## Загальний опис та історія
Основна відмінність між лютнею XIV–XVI століття та архилютнею - це кількість струн. В лютні зазвичай їх від 11 до 13, а в архилютні зазвичай 14. Причому, в лютні епохи бароко налаштування частот перших шести струн припадають на ре мінор, в той час як в архилютні збережені оригінальні налаштування лютні епохи Ренесансу. Протягом перших приблизно 70 років XVII століття архилютня використовувалася як соло-інструмент і дуже рідко згадувалася як інструмент в складі оркестру. 
Архилютня використовувалася в операх Фрідріха Генделя, зокрема в опері «Юлій Цезар» 1724 року.
Музика для соло-архилютні зазвичай записується не у вигляді нот, а в форматі табулатури.

## Походження назви
Архилютня в рукописі 1596 року «Книга глаголемая Алфавитъ иностранныхъ рҍчей» називається ареалютня і перекладається як «гусли или скребеньки». В тій же книзі з відпису XVII ст. інструмент має назву Арфалютня та означає «гусли или скрыпка».

## Відомі композитори і музиканти
В більшісті італійських музичних творів епохи бароко архілютню позначали просто як лютню; класична лютня епохи Ренесансу в той час вже не використовувалася. Серед відомих композиторів, в творах яких серед інструментів активно використовували архилютню, були:
- Алессандро Піччиніні[en]
- Гіованні Капспергер[en]
- Гіованні Замбоні[de]
- Антоніо Скотті
- Антоніо Тіназолі
- Роман Туровський та інші

Серед музикантів, які безпосередньо грають або грали на цьому інструменті:
- Едін Карамазов[en]
- Аксель Вольф
- Лука П'янка
- Поль Одетт[en]
- Якоб Ліндберг[en]
- Найджерл Норс[en]